# كلاوديو دي سوزا
كلاوديو دي سوزا (بالإيطالية: Claudio De Sousa)‏ هو لاعب كرة قدم إيطالي، ولد في 10 أغسطس 1985 في روما في إيطاليا. لعب مع نادي أنكونا ونادي بيسكارا ونادي تورينو ونادي كاتانزارو ونادي كومو ونادي كييتي كالسيو الرياضي ونادي لاتسيو ونادي مسينا.

## وصلات خارجية
- كلاوديو دي سوزا على موقع قاعدة بيانات كرة القدم.إي يو (الإنجليزية)
- كلاوديو دي سوزا على موقع Soccerway.com (الإنجليزية)
- كلاوديو دي سوزا على موقع عالم كرة القدم.نت (الإنجليزية)